# サン・ジョルジョ・ディ・ピアーノ
サン・ジョルジョ・ディ・ピアーノ（伊: San Giorgio di Piano）は、イタリア共和国エミリア＝ロマーニャ州ボローニャ県にある、人口約9,400人の基礎自治体（コムーネ）。

## 地理

### 位置・広がり

#### 隣接コムーネ
隣接するコムーネは以下の通り。
- アルジェラート
- ベンティヴォーリオ
- カステッロ・ダルジレ
- サン・ピエトロ・イン・カザーレ

### 気候分類・地震分類
サン・ジョルジョ・ディ・ピアーノにおけるイタリアの気候分類 (it) および度日は、zona E, 2332 GGである。
また、イタリアの地震リスク階級 (it) では、zona 3 (sismicità bassa) に分類される。

## 行政

### 分離集落
サン・ジョルジョ・ディ・ピアーノには、以下の分離集落（フラツィオーネ）がある。
- Cinquanta, Gherghenzano, Stiatico